# (467083) 2016 DP27
(467083) 2016 DP27 es un asteroide perteneciente al cinturón de asteroides, descubierto el 15 de septiembre de 2007 por el equipo Spacewatch desde el Observatorio Nacional de Kitt Peak (Arizona, Estados Unidos).